# Jelena Prvulović
Jelena Prvulović (* 16. September 1994 in Wien) ist eine österreichisch-serbische Fußballspielerin.

## Karriere

### Verein
Prvulović startete ihre Karriere in der Jugend des USC Landhaus Wien im Dezember 2005, dort feierte sie im Alter von 15 Jahren ihr Seniorendebüt am 21. März 2009 den SV Neulengbach in den Oberen Playoffs der ÖFB-Frauenliga. Sie lief bis Juli 2014 in 77 Spielen für Landhaus auf, bevor die zentrale Mittelfeldspielerin am 17. Juli 2014 zum Ligarivalen SV Neulengbach ging. In Neulengbach kam Prvulović in der Saison 2014/2015 zu 10 Einsätzen und erzielte 5 Tore, bevor sie im Juni beim deutschen Zweitligisten 1. FC Lübars unterschrieb.
Nach einer Saison beim 1. FC Lübars in Berlin wechselte sie zurück nach Österreich.
Zwischen 2021 und 2023 spielte sie auf Zypern und in Italien. Im Sommer 2023 wechselte sie in die Bundesliga zum MSV Duisburg. Infolge des Abstiegs des MSV und des Rückzugs aus dem Profifußball im Sommer 2024 wurden die Verträge der Spielerinnen aufgelöst.

### Nationalmannschaft
Prvulović lief für die österreichische U-17 und U-19-Nationalmannschaft auf, bevor sie am 2. Juni 2013 ihr A-Länderspiel Debüt in einem Freundschaftsspiel für Österreich gegen Slowenien in Radlje ob Dravi gab.